# 24 de julio
El 24 de julio es el 205.º (ducentésimo quinto) día del año en el calendario gregoriano y el 206.º en los años bisiestos. Quedan 160 días para finalizar el año.

## Acontecimientos
- 1064: en la Taifa de Badajoz, Fernando I de León sitia y ocupa la ciudad musulmana de Coímbra (actual Portugal).
- 1148: Luis VII de Francia dirige el Asedio de Damasco durante la Segunda Cruzada.
- 1149: en Jerusalén, Conrado III y sus tropas son vencidas por las fuerzas de Zengi.
- 1177: la paz suscrita en Venecia libera a Federico I Barbarroja de la excomunión y pone fin al Cisma eclesiástico.
- 1557: en Francia se proclama el Edicto de Compiègne, por el que se condena a la pena de muerte a los sacramentalistas o relapsos.
- 1701: en Estados Unidos los franceses fundan Fort Ponchartrain (actual Detroit).
- 1807: en Madrid (Reino de España), la reina Isabel II emite una «orden real» por la que concede el título de «ciudad» a la villa de Santa Clara (Cuba).
- 1823: se lleva a cabo la batalla naval del lago de Maracaibo, en la cual el almirante José Prudencio Padilla derrotó a la Armada Española, sellando así la independencia de Venezuela.
- 1823: Chile declara la abolición de la esclavitud. Se convierte en el segundo país de América (después de Argentina) que libera a los esclavos.
- 1871: en España, Manuel Ruiz Zorrilla es elegido presidente.
- 1895: una nueva expedición de militares cubanos desembarca en la costa meridional de Sancti Spíritus y difunde la sublevación.
- 1895: el psicoanalista austriaco Sigmund Freud lleva a cabo la primera interpretación «completa» de uno de sus sueños: el «sueño de la inyección a Irma».
- 1896: en Buenos Aires (Argentina) se inaugura el Hospital Pirovano.
- 1908: el sultán de Turquía restablece la Constitución de 1876, lo que supone un triunfo del partido reformista Joven Turquía.
- 1911: en Perú, el explorador estadounidense Hiram Bingham «redescubre» Machu Picchu.
- 1912: Mongolia se convierte en protectorado ruso.
- 1912: en México, D.F., hoy la Ciudad de México, se funda la Escuela Libre de Derecho.
- 1917: Mata Hari comparece ante un tribunal militar y recibe una condena a muerte por espionaje.
- 1918: en España, el macizo occidental de los Picos de Europa es declarado parque nacional de la Montaña de Covadonga (más tarde sería el parque nacional de Picos de Europa).
- 1923: se firma el Tratado de Lausana entre la Triple Entente de la Primera Guerra Mundial y Turquía, por el que se revisa el Tratado de Sèvres y se devuelve a los turcos todo el territorio Tracio al este del río Maritsa y sus territorios en Asia Menor.
- 1924: se funda en París la Federación Internacional de Ajedrez, y bajo el lema «Gens una sumus» (‘somos una familia’).
- 1928: China adopta el sistema métrico decimal.
- 1928: finaliza oficialmente el movimiento del general Augusto César Sandino contra la intervención estadounidense en Nicaragua, aunque la lucha guerrillera no termina.
- 1928: en el Polo Norte, un avión suizo rescata a Umberto Nobilé.
- 1929: en París dimite el primer ministro Raymond Poincaré, por motivos de salud y le sustituye Aristide Briand.
- 1930: en el área de Treviso-Údine (Italia), un violentísimo tornado F5 devasta 80 km. Mueren 23 personas.
- 1933: en España se publica la sentencia contra los procesados por el intento golpista del 10 de agosto de 1932, conocido como «la Sanjurjada», con penas que oscilan entre 22 años de prisión mayor y 3 de reclusión menor. Hubo muchas absoluciones.
- 1936: en el contexto de la guerra civil española (1936-1939), la Columna Durruti sale de Barcelona, formada por unos 2500 milicianos, y se dirige hacia Zaragoza, teniendo como objetivo la recuperación de la ciudad.
- 1936: la Junta de Defensa Nacional dispone que Franco asuma el mando del Ejército de Marruecos y del sur de España, y Emilio Mola, el del Ejército del Norte.
- 1936: Onésimo Redondo, jefe de la Falange castellana, perece en el frente de Labajos (Segovia).
- 1936: En Colombia se produce el accidente aéreo de Santa Ana (actualmente el Cantón Norte en Usaquén Bogotá), Durante la muestra, un avión Hawk II F11C de la Fuerza Aérea Colombiana, al mando del piloto César Abadía, que realizaba una acrobacia, perdió el control y se estrelló contra la tribuna muriendo 61 personas, entre civiles y militares murieron, y más de cien resultaron heridas.
- 1943: el Gran Consejo Fascista italiano aprueba la retirada de Benito Mussolini y pide que el poder vuelva a la Corona.
- 1943: los aliados de la Segunda Guerra Mundial inician una campaña de bombardeos aéreos contra Hamburgo, que durarán seis días.
- 1946: en París se inaugura la Conferencia de la Paz, en la que se discutirán los borradores de los tratados con Italia, Rumanía, Bulgaria, Hungría y Finlandia.
- 1947: En Argentina se crea el Instituto Nacional de Derecho Aeronáutico y Espacial con el fin de estudiar e investigar las ramas del Derecho Aeronáutico, formar técnicos especializados y todo lo relacionado con su difusión.
- 1956: Ernst Brandl y Hans Margreiter obtienen la patente de la penicilina oral.
- 1958: el presidente de Argentina, Arturo Frondizi, declara la «batalla del petróleo».
- 1959: en España Gregorio López-Bravo es nombrado nuevo director general de Comercio Exterior.
- 1961: en el barrio Pijirigua de la ciudad de Artemisa (Cuba), un grupo de anticastristas cubanos liderados por Tití (Israel García Díaz) y Machete (Francisco Robaina Domínguez) ―en el marco de los ataques terroristas organizados por la CIA estadounidense― ametralla a los milicianos Joseíto (José Antonio González Martínez), Longa (Nicolás Izquierdo Legorburdo), Quiquete (Marcos Castañeda) y Panchito (Candelario Castillo), que resultan heridos.[1]
- 1964: en España, la dictadura franquista acuerda la devolución de los depósitos de oro constituidos por particulares en 1937.
- 1969: Neil Armstrong, Buzz Aldrin y Michael Collins regresan a la Tierra en el Apolo 11, tras realizar el tercer viaje a Luna y realizar el primer alunizaje tripulado en la historia.
- 1973: en España se prohíbe el montaje de Adolfo Marsillach sobre la obra de Antonio Gala Suerte, campeón.
- 1973: en Libia un avión japonés de línea de la Japan Airlines, del tipo Boeing 747 Jumbo Jet, estalla en pedazos tras la liberación de los pasajeros.
- 1974: en el Escándalo Watergate, la Corte Suprema de los Estados Unidos ordena al presidente Richard Nixon entregar las cintas con grabaciones de sus conversaciones que mantenía en su poder y se negaba a entregar al investigador del caso.
- 1974: en Grecia, Konstantinos Karamanlis asume el cargo de primer ministro, tras el abandono del general Phaedon Gizikis, jefe del Gobierno de los coroneles.
- 1976: en la localidad italiana de Seveso (cerca de Milán) se escapa una nube de gas letal cargada de dioxinas, procedente del complejo químico de ICMESA. Los 15 000 habitantes de la localidad tuvieron que ser evacuados con graves lesiones cutáneas.
- 1977: en Madrid se reestrena, tras 40 años de prohibición, la obra maestra de Serguéi Eisenstein, El acorazado Potemkin.
- 1977: el escritor Mario Vargas Llosa ingresa en la Academia Peruana de la Lengua.
- 1978: Jeroni Albertí se confirma como presidente del Consejo General Interinsular de Baleares.
- 1979: el Congreso español aprueba el establecimiento del Tribunal Constitucional.
- 1980: entra en vigor en España la Ley Orgánica de Libertad Religiosa.
- 1980: la Diputación de Almería crea el Instituto de Estudios Almerienses (IEA) para la investigación.
- 1983: Irán anuncia el comienzo de una nueva ofensiva contra Irak, en una guerra que ya se ha cobrado medio millón de muertos.
- 1984: en Madrid y Barcelona se aborta una vasta operación terrorista iraní.
- 1987: el Congreso Universal de Esperantistas conmemora en Varsovia el primer centenario de esta lengua, creada por el doctor polaco Ludwik Lejzer Zamenhof.
- 1988: el español Pedro Delgado gana el Tour de Francia.
- 1990: Irak envía 30 000 soldados a su frontera con Kuwait, mientras Estados Unidos decreta el estado de alerta de su flota en aguas del Golfo Pérsico.
- 1990: La banda de Groove metal, Pantera (banda), lanza el disco que los catapultó a la fama, Cowboys from hell.
- 1994: el español Miguel Induráin gana el Tour de Francia por cuarta vez consecutiva.
- 1997: en el Instituto Roslin de Edimburgo (Escocia) varios científicos logran el nacimiento de una segunda oveja clónica que producirá una proteína humana en su leche.
- 1999: debut de las hermanas Serena y Venus Williams en la Fed Cup de tenis.
- 2001: una activista de la banda terrorista ETA muere en Alicante al estallar el artefacto explosivo que manipulaba en un apartamento de la localidad costera de Torrevieja.
- 2002: en Nepal, los monzones causan un centenar de muertos en los últimos cuatro días.
- 2003: la resistencia iraquí mata a tres soldados estadounidenses en respuesta al asesinato de los hijos de Sadam Huseín.
- 2003: el nadador estadounidense Michael Phelps pulveriza la plusmarca mundial de los 200 m estilo (1m 57,52s), mientras el japonés Kosure Kitajima establece un nuevo récord mundial en los 200 brazo (2m 9,42s) en los Campeonatos del mundo de Natación de Barcelona.
- 2004: Rodrigo Orias Gallardo, un joven chileno de 25 años, degolló al sacerdote Faustino Gazziero en el altar de la catedral de Santiago de Chile.
- 2005: en La Coruña se inaugura una exposición con los fondos cartográficos de la Sociedad Hispánica de América.
- 2011: la selección de fútbol del Uruguay gana la Copa América al vencer a la selección de Paraguay 3 a 0 en la final.
- 2011: en Japón se termina el servicio de la televisión analógica en 44 de las 47 prefecturas de ese país. En las prefecturas de Iwate, Miyagi, y Fukushima, el servicio de la televisión analógica fue terminado en el 31 de marzo de 2012 porque había un terremoto y un tsunami en Tohoku.
- 2013: en Angrois, un barrio de las afueras de Santiago de Compostela, España, se produce el accidente del tren Alvia, que viajaba con 209 pasajeros, al descarrilarse a la altura de la curva llamada A Grandeira, dejando 78 muertos y 131 heridos.
- 2019: en el Reino Unido, Boris Johnson se convierte en primer ministro tras la renuncia de Theresa May.

## Nacimientos

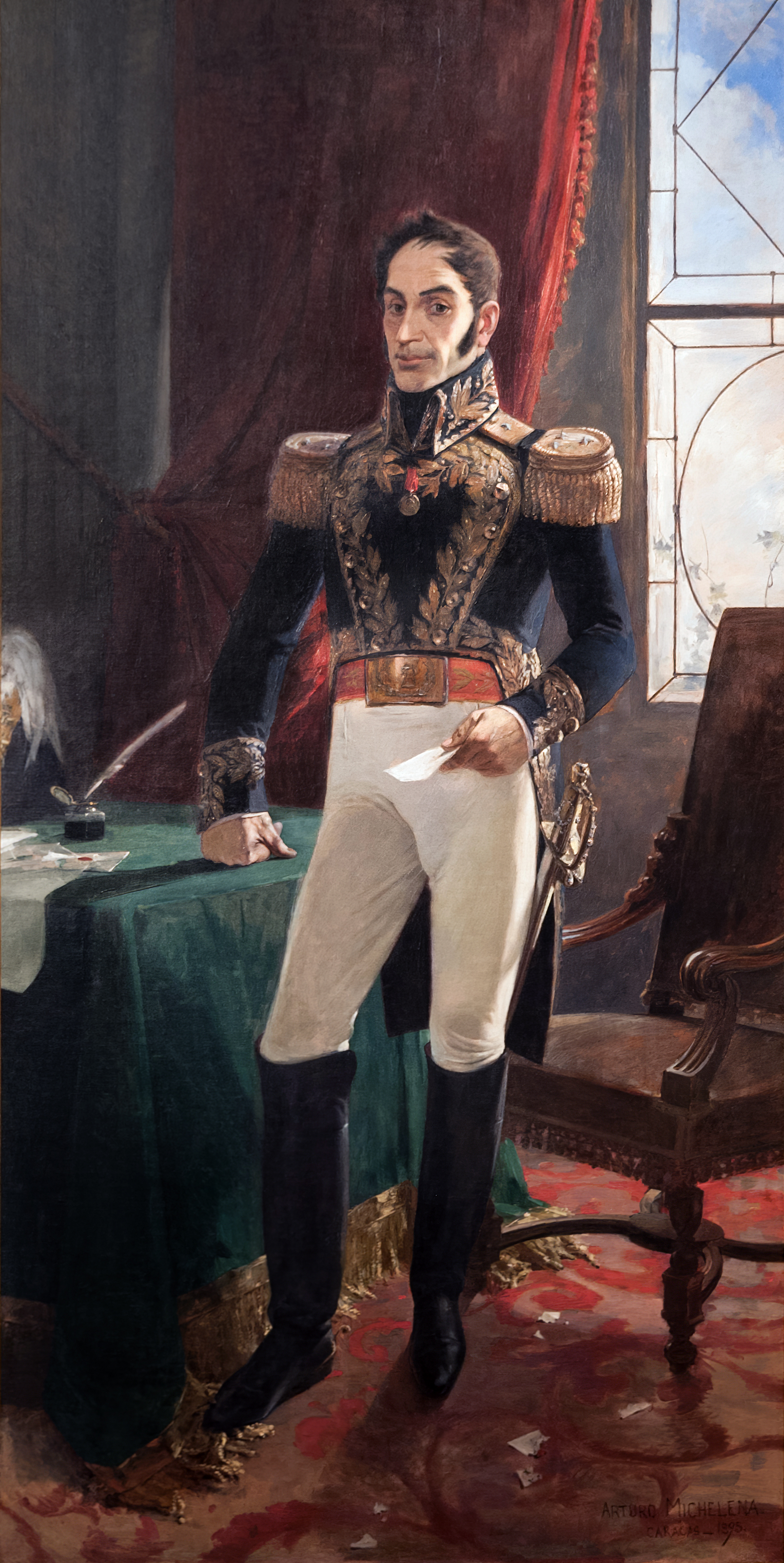
Simón Bolívar

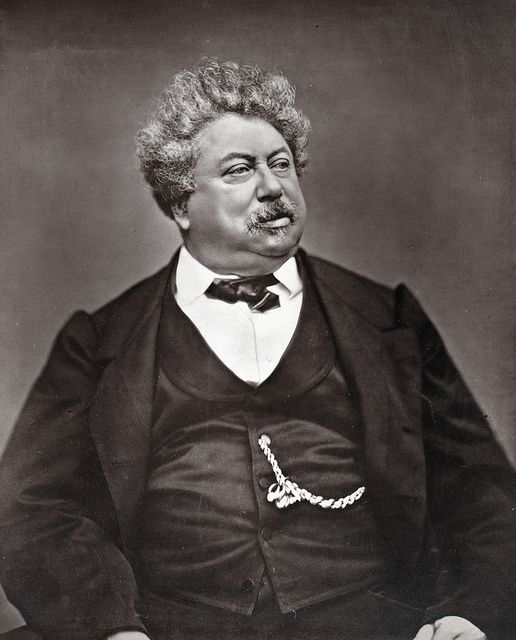
Alejandro Dumas

- 1462: Giovanni Manardo, médico, botánico y humanista italiano (f. 1536).
- 1561: María del Palatinado, aristócrata alemana (f. 1589).
- 1621: Jan Andrzej Morsztyn, poeta y escritor polaco (f. 1693).
- 1720: Luisa Ulrica de Prusia, reina consorte de Suecia (f. 1782).
- 1725: John Newton, compositor británico (f. 1807).
- 1737: Alexander Dalrymple, geógrafo y botánico escocés (f. 1808).
- 1757: Vladímir Borovikovski, pintor ruso (f. 1825).
- 1759: Víctor Manuel I, rey de Cerdeña (f. 1824).
- 1783: Simón Bolívar, militar, estadista y político venezolano, libertador de América del Sur (f. 1830).
- 1783: Frédéric de Lafresnaye, ornitólogo y coleccionista francés (f. 1861).
- 1802: Alejandro Dumas, padre, novelista y dramaturgo francés (f. 1870).
- 1803: Adolphe Adam, compositor francés (f. 1856).
- 1809: Santiago Vidaurri, militar y político mexicano (f. 1867).
- 1827: Francisco Solano López, héroe militar y presidente paraguayo; asesinado (f. 1870).
- 1831: Juan Antonio Mateos, dramaturgo, novelista, poeta, periodista y político mexicano (f. 1913).
- 1832: Antonio García Cubas, historiador y geógrafo mexicano (f. 1912).
- 1836: Ivan Bloch, banquero polaco (f. 1902).
- 1847: Margarete Steiff, diseñadora de juguetes alemana (f. 1909).
- 1848: Francisco Pradilla, pintor español (f. 1921).
- 1857: Juan Vicente Gómez, militar, político y presidente venezolano (f. 1935).
- 1857: Henrik Pontoppidan, escritor danés, premio nobel de literatura en 1917 (f. 1943).
- 1860: Alfons Mucha, pintor checo (f. 1939).
- 1860: Carlota de Prusia, aristócrata alemana (f. 1919).
- 1864: Frank Wedekind, dramaturgo alemán (f. 1918).
- 1867: Consuelo Álvarez Pool, Violeta, telegrafista, periodista, escritora, traductora española (f. 1959).
- 1867: Edward Frederic Benson, escritor británico (f. 1940).
- 1867: Vicente Acosta, poeta, docente y político salvadoreño (f. 1908).
- 1869: Julius Dorpmüller, ingeniero alemán, administrador general de la Deutsche Reichsbahn (f. 1945).
- 1870: Alphonsus de Guimaraens, poeta brasileño (f. 1921).
- 1878: Edward John Moreton Drax Plunkett, escritor irlandés (f. 1957).
- 1880: Ernest Bloch, compositor suizo (f. 1959).
- 1880: Filareto Kavernido, médico anarquista alemán (f. 1933).
- 1881: Gustavo Garmendia, militar mexicano (f. 1913).
- 1882: Manuel García Vigil, militar y político mexicano (f. 1924).
- 1886: José Hernández Negrín, poeta e intérprete cubano, autor de punto cubano y décima, nacido en La Gomera (islas Canarias).
- 1893: Pedro Candioti, nadador argentino (f. 1967).
- 1895: Robert Graves, escritor y erudito británico (f. 1985).
- 1896: Jun'ichirō Tanizaki, escritor japonés (f. 1965).

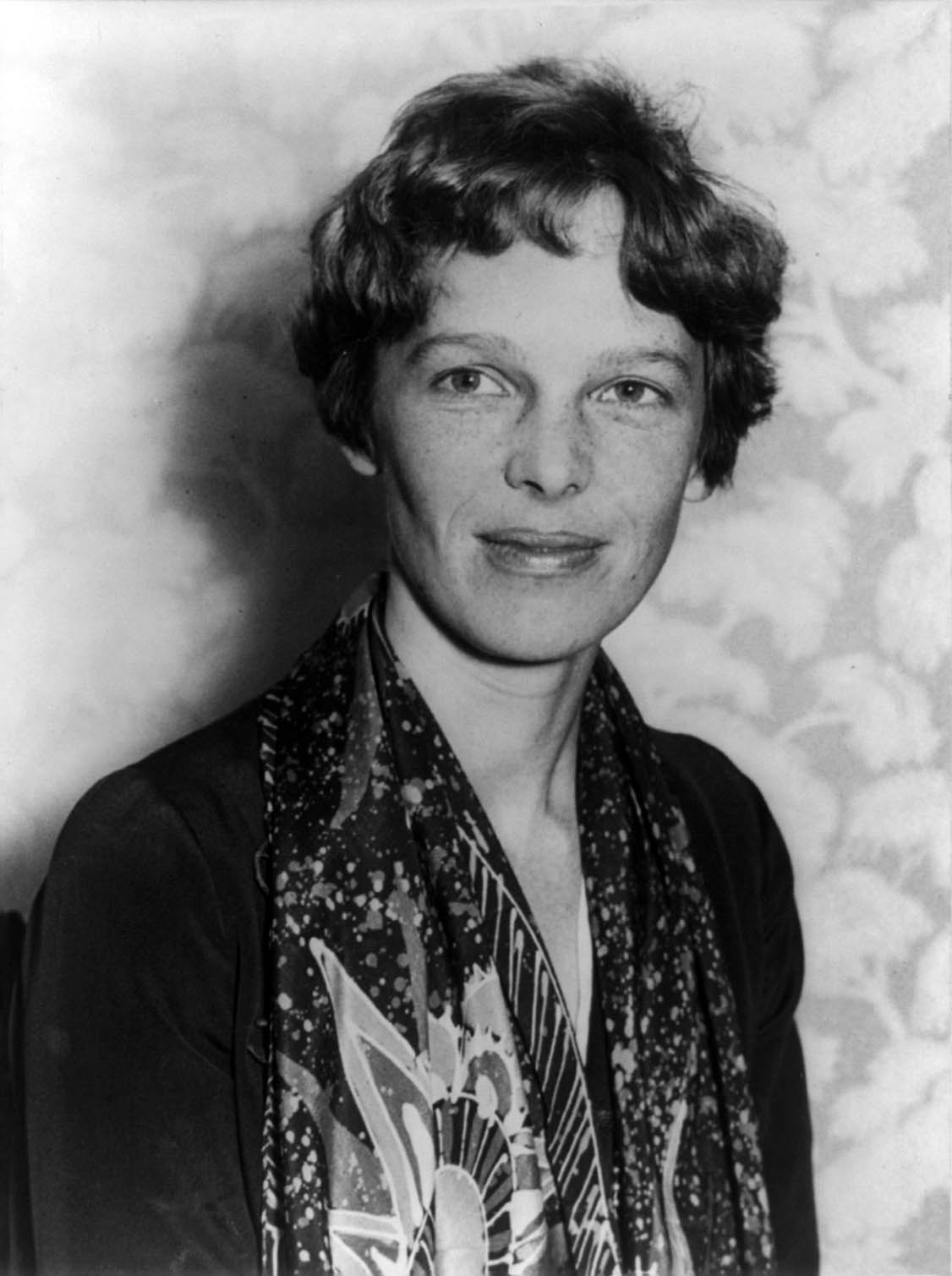
Amelia Earhart

- 1897: Amelia Earhart, aviadora y aventurera estadounidense, primera mujer en cruzar el Atlántico (f. 1937).
- 1900: Zelda Sayre Fitzgerald, escritora estadounidense, esposa del escritor F. Scott Fitzgerald (f. 1948).
- 1904: Delmer Daves, cineasta estadounidense (f. 1977).
- 1904: Nikolai Kuznetsov, almirante soviético (f. 1974).
- 1907: Vitaliano Brancati, escritor italiano (f. 1954).
- 1912: Arturo Acebal-Idígoras, pintor, escultor y ceramista vasco de origen argentino (f. 1977).
- 1912: Alejandro Patón Carrasquel, beisbolista venezolano (f. 1969).
- 1916: John D. MacDonald, escritor estadounidense.
- 1920: José Noriega, cantante español (f. 2006).
- 1921: Giuseppe Di Stefano, tenor italiano (f. 2008).
- 1921: Billy Taylor, pianista y compositor estadounidense de jazz (f. 2010).
- 1924: Antonio Ramallets, futbolista español (f. 2013).
- 1925: Ignacio Aldecoa, escritor español (f. 1969).
- 1926: Hans Günter Winkler, jinete alemán (f. 2018).
- 1927: Alex Katz, pintor estadounidense.
- 1929: Peter Yates, cineasta británico (f. 2011).
- 1930: Eduardo Manchón, futbolista español (f. 2010).
- 1930: Jece Valadão, actor brasileño (f. 2006).
- 1931: Aldo Braga, actor argentino (f. 2005).
- 1931: Ermanno Olmi, cineasta italiano (f. 2018).
- 1932: Francisco Mata, cantante y compositor venezolano (f. 2011).
- 1935: Manuel Hermoso Rojas, político español.
- 1935: Luis Fernando Jaramillo, político y empresario colombiano (f. 2011).
- 1937: Carlos Scazziotta, actor y humorista argentino (f. 2001).
- 1937: Quinlan Terry, arquitecto británico.
- 1938: Eugene J. Martin, pintor afroestadounidense (f. 2005).
- 1938: José Altafini, futbolista italiano-brasileño.
- 1939: Julio Aróstegui, historiador español (f. 2013).
- 1939: Walt Bellamy, baloncestista estadounidense (f. 2013).
- 1939: Daniel Viglietti, cantautor y guitarrista uruguayo (f. 2017).
- 1942: Heinz, cantante y bajista británico de origen alemán (f. 2000).
- 1942: Chris Sarandon, actor estadounidense.
- 1945: Cristina Almeida, abogada y política española.
- 1945: Azim Premji, multimillonario indio.
- 1947: Peter Serkin, pianista estadounidense (f. 2020).
- 1947: Robert Hays, actor estadounidense.
- 1949: Paco Pastor, cantante del grupo Fórmula V, compositor y actor de cine y televisión español.

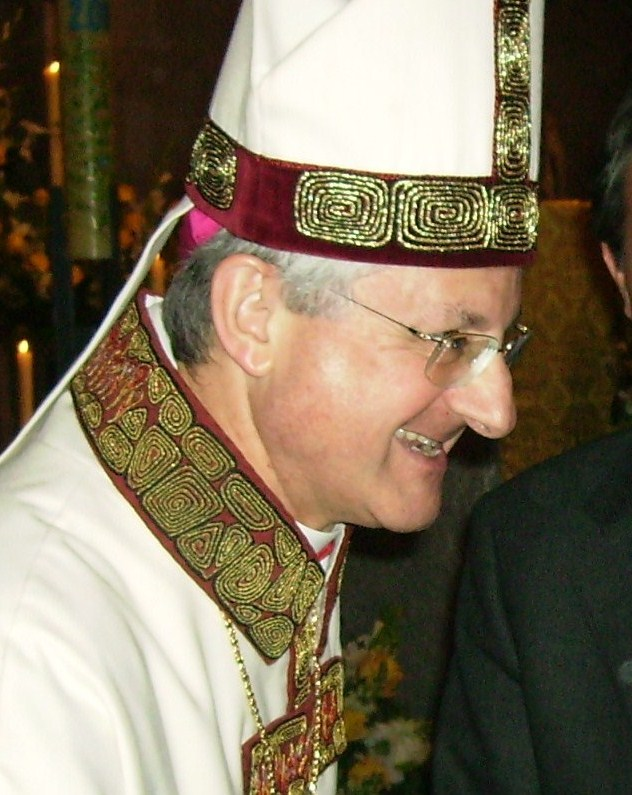
Joan-Enric Vives

- 1949: Yves Duteil, cantante francés.
- 1949: Michael Richards, actor estadounidense.
- 1949: Joan-Enric Vives, obispo de Urgel y copríncipe de Andorra.
- 1951: Lynda Carter, actriz estadounidense.
- 1952: Gus Van Sant, cineasta estadounidense.
- 1953: Santiago Idígoras, futbolista español.
- 1955: Philippe Hurel, compositor francés.
- 1955: Patricia Palmer, actriz argentina.
- 1955: Hideyuki Umezu, seiyū japonés.
- 1957: Shavkat Mirziyoyev, político uzbeko, Presidente de Uzbekistán desde 2016.
- 1958: Mick Karn, músico chipriota (f. 2011).
- 1958: Alberto Pascutti, futbolista y entrenador argentino (f. 2023).
- 1959: Carlos Filizzola, político paraguayo.
- 1959: Walter Ramírez, comediante peruano.
- 1963: Karl Malone, baloncestista estadounidense.
- 1964: Barry Bonds, beisbolista estadounidense.
- 1964: Javier Delgiudice, actor, director, presentador y administrador de empresas peruano.
- 1964: Pedro Passos Coelho, primer ministro portugués.
- 1964: Banana Yoshimoto, novelista japonesa.
- 1964: Vicentico, músico y compositor argentino.
- 1965: Doug Liman, cineasta y productor estadounidense.
- 1965: Andrew Gaze, baloncestista australiano.
- 1965: Eugenio Lira Rugarcía, obispo mexicano.
- 1966: Ilarión Alféyev, teólogo ortodoxo ruso.
- 1966: Martin Keown, futbolista inglés.
- 1967: Minor Arguedas, futbolista costarricense.

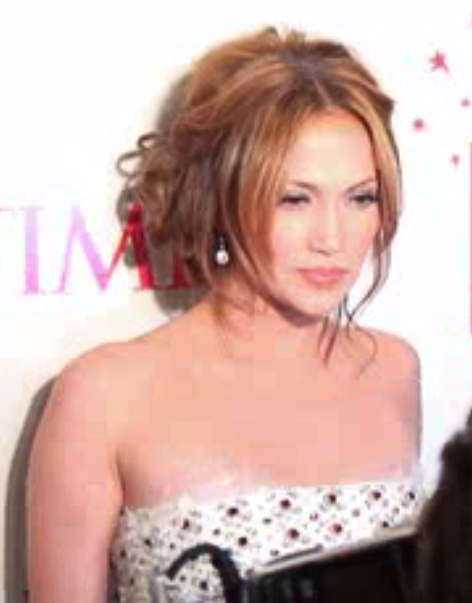
Jennifer López

- 1969: Jennifer López, actriz y cantante estadounidense.
- 1969: Rick Fox, baloncestista bahamés.
- 1971: Dino Baggio, futbolista italiano.
- 1971: Tabaré Cardozo, cantante, compositor y murguista uruguayo.
- 1972: Kaiō Hiroyuki, luchador de sumo japonés.
- 1973: Johan Micoud, futbolista francés.
- 1973: Ana Cristina Oliveira, modelo y actriz portuguesa.
- 1974: Atsuhiro Miura, futbolista japonés.
- 1975: Torrie Wilson, luchadora profesional estadounidense.
- 1975: Eric Szmanda, actor estadounidense.
- 1975: Alberto Ongarato, ciclista italiano.
- 1976: Rafer Alston, baloncestista estadounidense.
- 1976: Tiago Monteiro, piloto portugués de Fórmula 1.
- 1977: Mehdi Mahdavikia, futbolista iraní.
- 1977: Arnold Bruggink, futbolista neerlandés.
- 1977: Danny Dyer, actor británico.
- 1977: Kendall Wilson Harris, futbolista costarricense.
- 1977: Naoki Chiba, futbolista japonés.
- 1977: Kattya González, abogada, docente, autora y político paraguaya.
- 1978: Andy Irons, surfista estadounidense (f. 2010).
- 1978: Gustavo Alba, futbolista español.
- 1979: Rose Byrne, actriz australiana.
- 1979: Stat Quo, rapero estadounidense.
- 1979: Ryan Humphrey, baloncestista estadounidense.
- 1979: Cristian Zurita, futbolista argentino.
- 1980: Wilfred Bungei, atleta keniano.
- 1980: Gauge, actriz porno estadounidense.
- 1980: Cristina Laborda, política española.
- 1980: Joel Stroetzel, guitarrista estadounidense, de la banda Killswitch Engage.
- 1981: Nayib Bukele, empresario y político salvadoreño, presidente de El Salvador desde 2019.
- 1981: Summer Glau, actriz estadounidense.
- 1982: Anna Paquin, actriz neozelandesa.
- 1982: Midiet Roque, karateca cubano.
- 1982: Elisabeth Moss, actriz estadounidense.
- 1983: Daniele De Rossi, futbolista italiano.
- 1983: Ivan Stoyanov, futbolista búlgaro.
- 1983: Asami Mizukawa, actriz japonesa.
- 1984: Emilio Edwards, actor chileno.
- 1984: John Dhani Lennevald, cantante sueco, de la banda A-Teens.
- 1985: Teagan Presley, actriz porno estadounidense.
- 1986: Miguel Socolovich, beisbolista venezolano.
- 1986: Fernando Tissone, futbolista argentino.
- 1987: Mara Wilson, actriz estadounidense.
- 1990: Daveigh Chase, actriz estadounidense.
- 1990: Jay McGuiness,cantante británico de agrupación The Wanted
- 1991: Cristina Gutiérrez, piloto de rally raid y campeona del mundo.
- 1992: Rosó Buch, baloncestista española.
- 1992: Mitch Grassi, cantante estadounidense.
- 1992: Shoto Ashino, futbolista japonés.
- 1992: Fábio Alexandre da Silva Nunes, futbolista portugués.
- 1993: Sara Cobo, cantante y actriz mexicana.
- 1993: Andreas Linde, futbolista sueco.
- 1993: Alessandro Micai, futbolista italiano.
- 1994: Andriy Bliznichenko, futbolista ucraniano.
- 1994: Michael Goolaerts, ciclista belga (f. 2018).
- 1994: Carlos Fierro, futbolista mexicano.
- 1994: Ricardo Delgado, futbolista colombiano.
- 1994: Sheldon Jeter, baloncestista estadounidense.
- 1995: Kyle Kuzma, baloncestista estadounidense.
- 1996: Armando Anastasio, futbolista italiano.
- 1996: Ryduan Palermo, futbolista argentino.
- 1997: Rebecka Blomqvist, futbolista sueca.
- 1997: Emre Mor, futbolista turco.
- 1997: Julia Zigiotti Olme, futbolista sueca.
- 1997: Roman Yuzepchuk, futbolista bielorruso.
- 1997: Aybar Zhaksylykov, futbolista kazajo.
- 1998: Bindi Irwin, actriz, cantante y conservacionista australiano-estadounidense.
- 1999: Manor Solomon, futbolista israelí.
- 2000: Leonardo Campana, futbolista ecuatoriano.
- 2000: Viktor Gísli Hallgrímsson, balonmanista islandés.
- 2000: Boris Linkov, atleta búlgaro.
- 2000: Francesco Mezzoni, futbolista italiano.
- 2002: Benjamin Flores Jr., actor y rapero estadounidense.
- 2003: Jader Gentil, futbolista brasileño.
- 2003: Mexx Meerdink, futbolista neerlandés.
- 2005: Carlos Espí, futbolista español.

## Fallecimientos
- 1568: Carlos de Austria, príncipe de Asturias (n. 1545).
- 1817: Karadorde Petrovich, militar serbio (n. 1768).
- 1828: Félix Calleja, militar y político español, virrey de la Nueva España (n. 1753).
- 1838: Frédéric Cuvier, zoólogo y botánico francés (n. 1773).
- 1862: Martin Van Buren, político estadounidense, octavo presidente (n. 1782).
- 1908: Vicente Acosta, poeta, docente y político salvadoreño (n. 1867).
- 1927: Ryūnosuke Akutagawa, escritor japonés (n. 1892).
- 1936: Onésimo Redondo, político español, fundador de las JONS (n. 1905).
- 1938: Pedro Figari, pintor, abogado, escritor y periodista uruguayo (n. 1861).
- 1942: Juan Peiró, político español, ministro de Industria durante la Segunda República (n. 1887).
- 1942: Eduardo Primelles Agramonte, médico cubano, capitán del Ejército Libertador.
- 1957: Sacha Guitry, actor y dramaturgo francés (n. 1885).
- 1965: Constance Bennett, actriz estadounidense (n. 1904).
- 1969: Witold Gombrowicz, escritor polaco (n. 1904).
- 1973: Julián Baldomero, botánico cubano.
- 1974: James Chadwick, físico británico, premio nobel de física en 1935 (n. 1891).
- 1978: Atilio Marinelli, actor argentino (n. 1933).
- 1980: Peter Sellers, actor británico (n. 1925).
- 1984: Saúl Muñoz Menacho, alcalde de la ciudad peruana de Huancayo (n. 1925)
- 1985: José Bódalo, actor español (n. 1916).
- 1991: Isaac Bashevis Singer, escritor polaco, premio nobel de literatura en 1978 (1904).
- 1995: Manuel Pareja Obregón, compositor español (n. 1933).
- 1996: Nacho Martínez, actor español (n. 1952).
- 2000: Ahmad Shamlou, poeta iraní (n. 1925).
- 2005: Sonny Hertzberg, baloncestista estadounidense (n. 1922).
- 2007: Raimundo Pérez Lezama, futbolista español (n. 1922).
- 2008: Johnny Griffin, saxofonista estadounidense (n. 1928).
- 2011: Virgilio Noè, cardenal italiano (n. 1922).
- 2012: John Evans Atta Mills, políticio ganés, presidente de Ghana entre 2009 y 2012 (n. 1944).
- 2012: Chad Everett, actor estadounidense (n. 1936).
- 2012: Gregorio Peces-Barba, político español, padre de la Constitución (n. 1938).
- 2012: Themo Lobos, dibujante e historietista chileno (n. 1928).
- 2020: Benjamin Mkapa, político y diplomático tanzano, presidente de Tanzania entre 1995 y 2005 (n. 1938).
- 2020: Regis Philbin, actor y presentador de televisión estadounidense (n. 1931).
- 2022: David Warner, actor británico (n. 1941).
- 2023: Cecilia Pantoja, cantante chilena (n. 1943).
- 2023: Alfonso Iturralde, actor mexicano (n. 1949).
- 2023: Trevor Francis, futbolista inglés (n. 1955)
- 2025: Hulk Hogan, luchador profesional estadounidense (n. 1953).

## Celebraciones

Día de la Integración de América Latina.

- Día de la Integración de América Latina.[2]
Esta fecha fue establecida para promover la unión, la cooperación y la solidaridad entre los países latinoamericanos y destaca la importancia de fortalecer la identidad regional, los lazos culturales, económicos y políticos entre estas naciones. En homenaje al libertador Simón Bolívar, que nació este día en 1783.

- Día Internacional del Autocuidado.[3]
La fecha 24/7 (24 de julio) fue elegida para simbolizar que el autocuidado debe practicarse las 24 horas del día, los 7 días de la semana. Es un recordatorio constante de que cuidar de uno mismo es un hábito diario, no una acción ocasional. El autocuidado abarca todas las decisiones y prácticas que una persona realiza de manera consciente para mantener su salud física y mental, prevenir enfermedades, manejar el estrés, mejorar su calidad de vida. Incluye aspectos como la alimentación saludable, ejercicio regular, dormir adecuadamente, cuidado de la salud mental, uso responsable de medicamentos, prevención de enfermedades e higiene personal.

- Naciones Unidas:
  - Día Internacional del Tequila.[4]
Bebida con sello mexicano que se consume en todo el mundo acompañada con sal y limón. Esta fecha de 2006 la UNESCO declaró como Patrimonio Mundial el paisaje del agave (plantas de las que se extrae el tequila).

Celebración móvil
- Día de la Sobrecapacidad de la Tierra (en inglés como Earth Overshoot Day, o el Ecological Debt Day y por sus siglas en dicho idioma: EOD),[5]también conocido como el Día de la Deuda Ecológica o Día del Sobregiro de la Tierra  es el día del año (día del calendario) en que la humanidad ha agotado el presupuesto de la naturaleza para el año. Durante el resto del año, la sociedad opera en un exceso ecológico al reducir las reservas de recursos locales y acumular dióxido de carbono en la atmósfera. Es decir cuando el consumo de recursos naturales por parte de los seres humanos excede la capacidad terrestre de regenerar tales recursos ese mismo año.[6][7]

Compartidas
- Bolivia,  Colombia,  Ecuador y  Venezuela:
  - Día de Simón Bolívar.
(en inglés: Simón Bolívar Day).

 Por países
(Por orden alfabético)
- Argentina:
  - Día del Intérprete Musical.[8]
En esta fecha, en 1954, se creó la Asociación Argentina de Intérpretes (AADI).
  - Día del Disc-Jockey Argentino.[9]
En homenaje a Pato C, Jorge Hugo Manushakián (25/05/1941 - †24/07/2018), considerado por la inmensa mayoría de sus colegas como el pionero en este país.

- Colombia:
  - Día de la Armada de la República de Colombia.
  - Día Nacional del Cuidador o Asistente Personal.[10]
La Ley 2.297 de 2023 creó esta celebración, que se conmemora para visibilizar su labor en el país.

- Estados Unidos:
  -  Utah, Salt Lake City: 
    - Día de los Pioneros Mormones.
(desde 1847).

- Polonia:
  - Día de la Policía.
Establecido en 1995 (30 años).
(en polaco: Święto Policji).
(en inglés: Police Day).

### Santoral católico

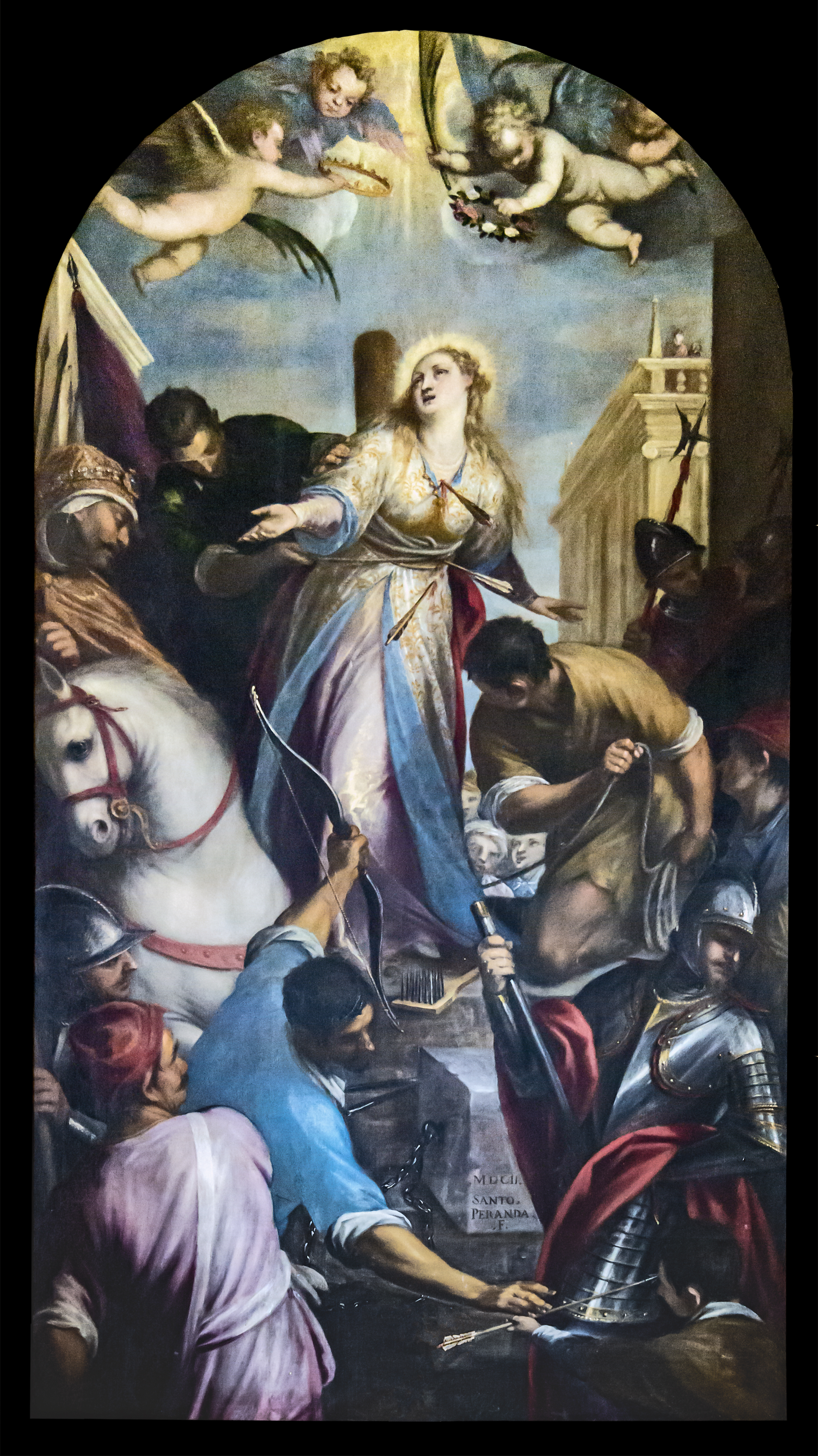
Santa Cristina de Bolsena.

Celebración del día: Santa Cristina de Bolsena.(imagen ilustrativa).
- San Francisco Solano.
- San Balduíno de Rieti.[11]
- San Charbel Makhluf.[11]
- Santa Cunegunda de Hungría.[11]
- San Declano de Ardmore.[11]
- San Estercacio de Mérida.[11]
- Santa Eufrasia de Tebaida.[11]
- San Fantino el Viejo.
- San José Fernández (mártir).[11]
- San Juan Boste.[11]
- San Meneo de Licia.[11]
- San Niceta de Licia.[11]
- Santa Sigolena de Albi.[11]
- Beato Antonio Torriani.[11]
- Beata Cristina Admirable.[11]
- Beato Javier Bordás Piferrer.[11]
- Beato José Lambton.[11]
- Beato Juan de Tossignano Tavelli.[11]
- Beata Luisa de Saboya (1462-1503).[11]
- Beata María de la Merced Prat.[11]
- Beato Modestino de Jesús y de María Mazzarell (s. XIX).[11]